# Bernardino Álvarez Melcón
Blahoslavený Bernardino Álvarez Melcón byl španělský augustinián, převor kláštera San Lorenzo del Escorial. Zemřel jako oběť španělské občanské války. V roce 2007 byl beatifikován.

## Život
Narodil se v Rosales v Leonu v roce 1903 a od roku 1916 studoval humanitní obory a latinu ve Vegarienze. Vstoupil do řádu augustiniánů, v roce 1920 složil časné sliby a o tři roky později sliby věčné. V roce 1925 byl poslán k dalšímu studiu do Říma. Zde byl také v roce 1927 vysvěcen na kněze. Vystudoval kanonické a civilní právo, studia ukončil s vyznamenáním. V roce 1930 se vrátil do Španělska.
Žil v klášteře El Escorial, kde vyučoval na domácím studiu dogmatickou teologii a kanonické právo. V roce 1935 byl ustanoven představeným kláštera - převorem. O rok později se stal obětí občanské války. Byl zatčen spolu se svými spolubratřími a 28. listopadu 1936 zastřelen.

## Beatifikace
Dne 28. října 2007 byl papežem Benediktem XVI. beatifikován.